# Noruega nos Jogos Olímpicos de Inverno de 1924
A Noruega participou dos Jogos Olímpicos de Inverno de 1924 em Chamonix, França.
Terminou em 1º lugar no quadro de medalhas.